# Borgo Tossignano
Borgo Tossignano – miejscowość i gmina we Włoszech, w regionie Emilia-Romania, w prowincji Bolonia.
Według danych na styczeń 2009 gminę zamieszkiwało 3313 osób przy gęstości zaludnienia 113,8 os./1 km².